# トンスベルク (RORO船)
トンスベルク（Tønsberg）は、ワレニウス・ウィルヘルムセンが運航しているRORO船。
船主はノルウェーのウィル・ウィルヘルムセン社で、船籍はマルタである。

## 概要
マークVと呼称される世界最大のRORO船の1番船として、2011年3月18日に三菱重工業長崎造船所で竣工した。
本船は背高車対応の電動昇降式デッキ3層、固定式デッキ6層の計9層の車輌デッキを持ち、船内のデッキ面積は50,335平方メートル、船尾には幅12メートル、荷重強度505トンのランプを備え重量車輌にも対応している。
その他、排熱利用発電機による燃費削減やバラスト水処理装置など環境にも配慮しており、それらの性能が評価され、日本船舶海洋工学会のシップ・オブ・ザ・イヤー2011を受賞した。
また、同型2番船が同年8月に、3・4番船が2012年に建造された。